# Базош ле Бре
Базош ле Бре (фр. Bazoches-lès-Bray) је насељено место у Француској у региону Париски регион, у департману Сена и Марна.
По подацима из 2011. године у општини је живело 826 становника, а густина насељености је износила 36,42 становника/km².

## Демографија
| 1962. | 1968. | 1975. | 1982. | 1990. | 2011. |
| ----- | ----- | ----- | ----- | ----- | ----- |
| 490   | 507   | 514   | 568   | 672   | 826   |